# Ricardo Antonio Chavira
Ridcardo Antonio Chavira (født 1. september 1971 i Austin i Texas) er en mexicansk/amerikansk skuespiller. Han er bedst kendt for sin optræden i Desperate Housewives. Han har også en lille rolle i filmen "Pledge This!" med bl.a. Paris Hilton.